# Quiosc de la plaça de l'Àngel
El Quiosc de la plaça de l'Àngel és una obra de Caldes de Montbui (Vallès Oriental) protegida com a bé cultural d'interès local.

## Descripció
L'element és un equipament urbà de serveis. Estava formant inicialment per dues parts molt ben diferenciades. La primera era un nucli central d'obra que formava la part estructural, que és la que es conserva. L'altra part era el tancament, amb materials més lleugers. Hi havia el mostrador, el voladís que cobria aquest, i que estava ancorat a la part central d'obra, i els elements de tancament verticals formats per unes persianes metàl·liques.
L'estructura era de pilars o pilastres portants que aguantaven la coberta d'obra i alhora subjectaven el voladís lleuger que cobria la resta del quiosc. La coberta és inclinada a dues vessants i un cos central que es creua i també és a dues vessants; les formes de la coberta son corbes i té un acabat de peces de ceràmica.
L'actual façana està formada per l'element estructural de l'antic quiosc, que es trobava en el seu origen en l'interior d'aquest. Les quatre façanes són simètriques respecte un eix central de simetria, amb un clar component vertical degut a les franges que formen les pilastres. Els forats amb proporcions verticals, ocupen l'espai entre aquestes. El conjunt queda rematat per una cornisa i una coberta d'una gran singularitat. A la part baixa hi ha un basament, que fa la funció en alguns casos de jardinera, l'únic element que no és original del conjunt.
Encara que el quiosc va ser gairebé totalment desfigurat és interessant perquè és una peça d'inspiració modernista, molt assimilada en la imatge de la vila. És un testimoni únic d'element urbà de serveis d'aquella època, i actualment fa la funció de monument, formant part del conjunt de la plaça. Cal destacar sobretot la coberta i la part alta del quiosc, per ser l'única part original que es conserva íntegrament. La coberta és d'una gran elegància de disseny i composició, formada per un acabat de peces de ceràmica. Cal fer esment dels petits elements de ferro forjat que rematen la coberta.

## Història
El quiosc fou construït a principis del segle xx, sembla que per l'arquitecte modernista M. Raspall. Encara que no hi ha proves documentals d'aquesta autoria, és comprovat que Raspall fou en aquella època arquitecte municipal de Caldes. En els anys 60 el quiosc es va enderrocar quasi totalment quedant sols el nucli central d'aquest i la coberta. Malauradament, tant el taulell com el tancament metàl·lic varen desaparèixer.
Se situa a la Plaça de l'Àngel, nom popular que pren de l'Antic Portal de l'Àngel, una de les antigues portes de ciutat, quan encara estava envoltada per la muralla. Damunt de la porta hi havia un Àngel custodi que presidia l'entrada, i d'aquí li ve el nom de la plaça. Aquesta quedaria al costat de l'antiga muralla però a la part de fora de la ciutat. Actualment també és coneguda com la Plaça del Quiosc degut a l'existència d'aquest dins del recinte. La plaça ha canviat moltes vegades de nom. S'havia anomenat la Plaça del Progrés degut al progrés cultural i científic que assoleix Caldes en el segle xvii. Posteriorment fou anomenada d'Alfons XIII però degut a les protestes dels calderins per l'anticatalanitat del rei, es tornà a dir del Progrés. Més tard fou canviat altra vegada pel nom de Plaça de l'àngel. L'entorn arquitectònic és molt heterogeni i força caòtic. Al llarg de la història la plaça ha sofert moltes modificacions i noves alineacions.